# Spinus lawrencei
Il lucherino di Lawrence o cardellino di Lawrence ( Astragalinus lawrencei) (Cassin, 1850)) è un uccello passeriforme della famiglia Fringillidae.

## Etimologia
Il nome scientifico della specie, lawrencei, è un omaggio all'ornitologo statunitense George Newbold Lawrence.

## Descrizione

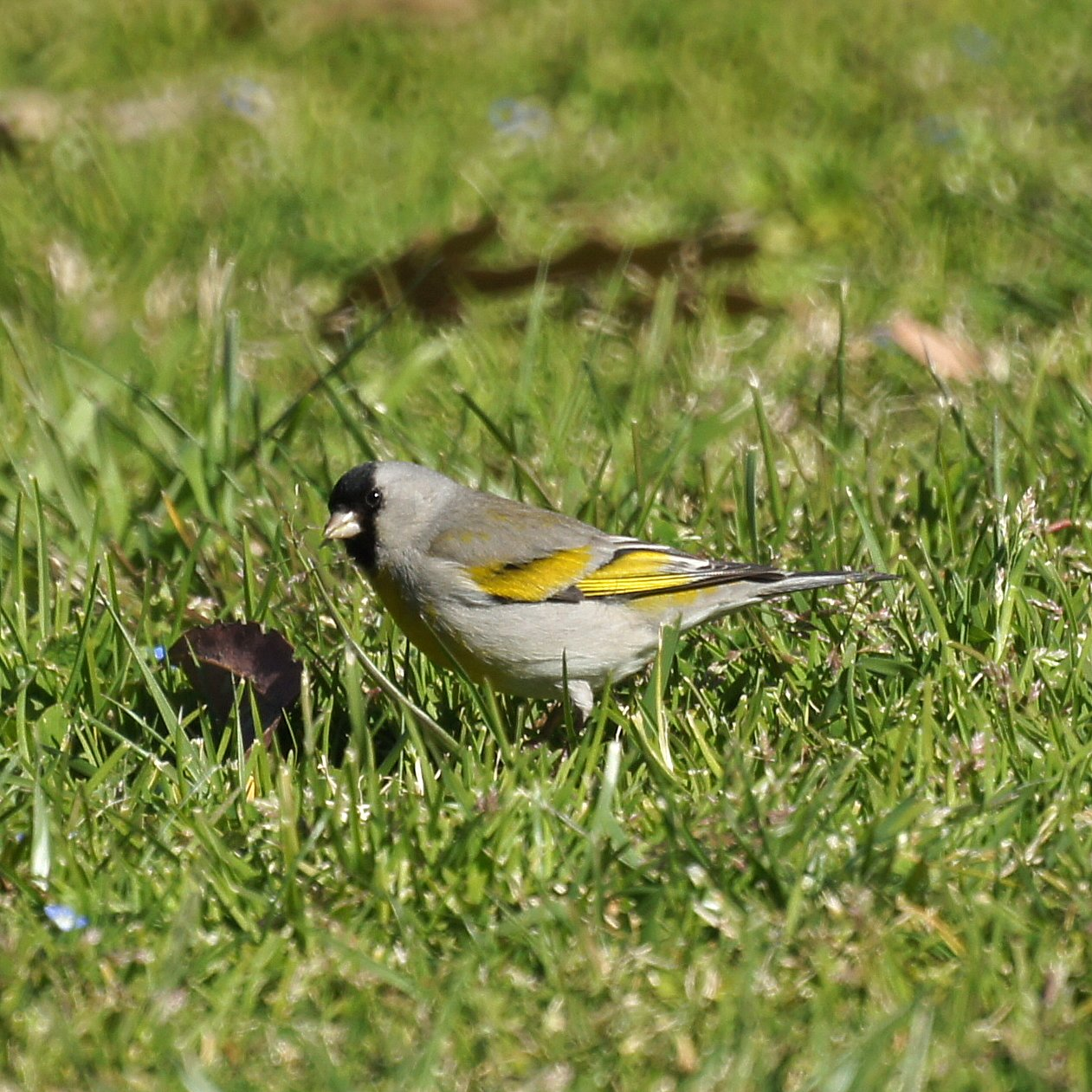
Maschio al suolo a Redlands.

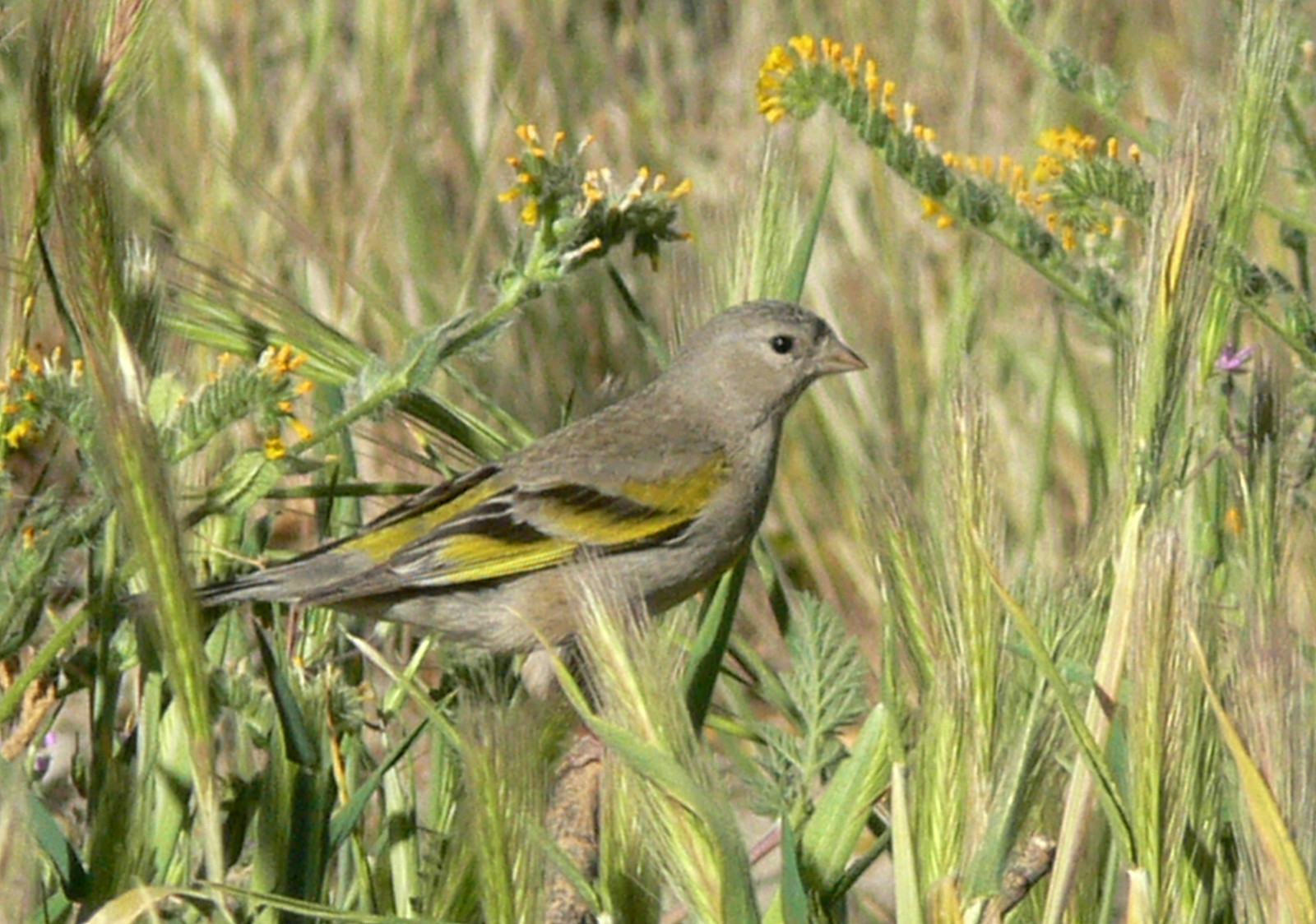
Femmina a San Luis Obispo.

### Dimensioni
Misura 10-11,5 cm di lunghezza, per un peso di 8,8-14,3 grammi.

### Aspetto
Si tratta di uccellini dal becco conico e appuntito, ali appuntite e coda corta e dalla punta lievemente forcuta.
Il piumaggio presenta dimorfismo sessuale evidente: nei maschi, infatti, la faccia dal vertice alla gola presenta la caratteristica mascherina nera dei lucherini, il petto è di color giallo limone, gialli sono anche il codione e le due bande alari su copritrici e remiganti, oltre alle spalle, mentre il resto delle ali e la coda sono neri, ed il resto della livrea è di colore grigio cenere.

La femmina manca del tutto del nero facciale e del giallo toracico (mentre permangono le barre alari), mentre la colorazione grigia tende al bruno specialmente sul dorso.

In ambedue i sessi, il becco è di colore grigio con orli di color carnicino, le zampe sono di color carnicino anch'esse e gli occhi sono di colore bruno scuro.

## Biologia
Si tratta di uccelletti dalle abitudini diurne, miti e socievoli, che in special modo all'infuori della stagione riproduttiva si riuniscono in stormi anche numerosi, talvolta in associazione con altre specie dalle abitudini simili, come il crociere, gli altri lucherini nordamericani (cardellino americano e lucherino americano minore) o il picchio muratore pettofulvo.

### Alimentazione

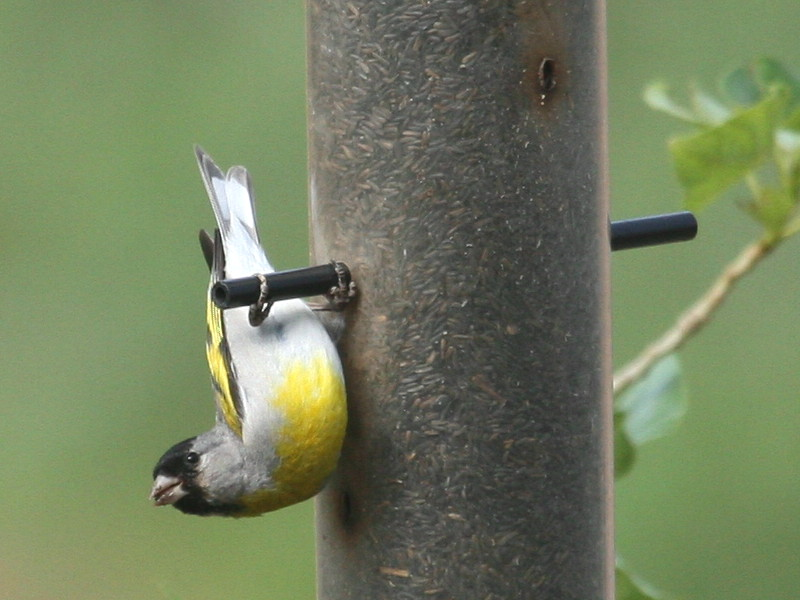
Maschio si nutre da una mangiatoia.

La dieta di questi uccelli è essenzialmente granivora, componendosi in massima parte di semi di piante erbacee e arbustive annuali (soprattutto di Amsinckia menziesii, ma anche Phoradendron, Amaranthus, Suaeda nigra e Adenostoma fasciculatum), e, sebbene più raramente, anche di bacche, germogli e foglioline tenere. Specialmente durante il periodo riproduttivo, i lucherini di Lawrence si cibano anche di insetti e larve, che vengono somministrati anche alla prole.

### Riproduzione

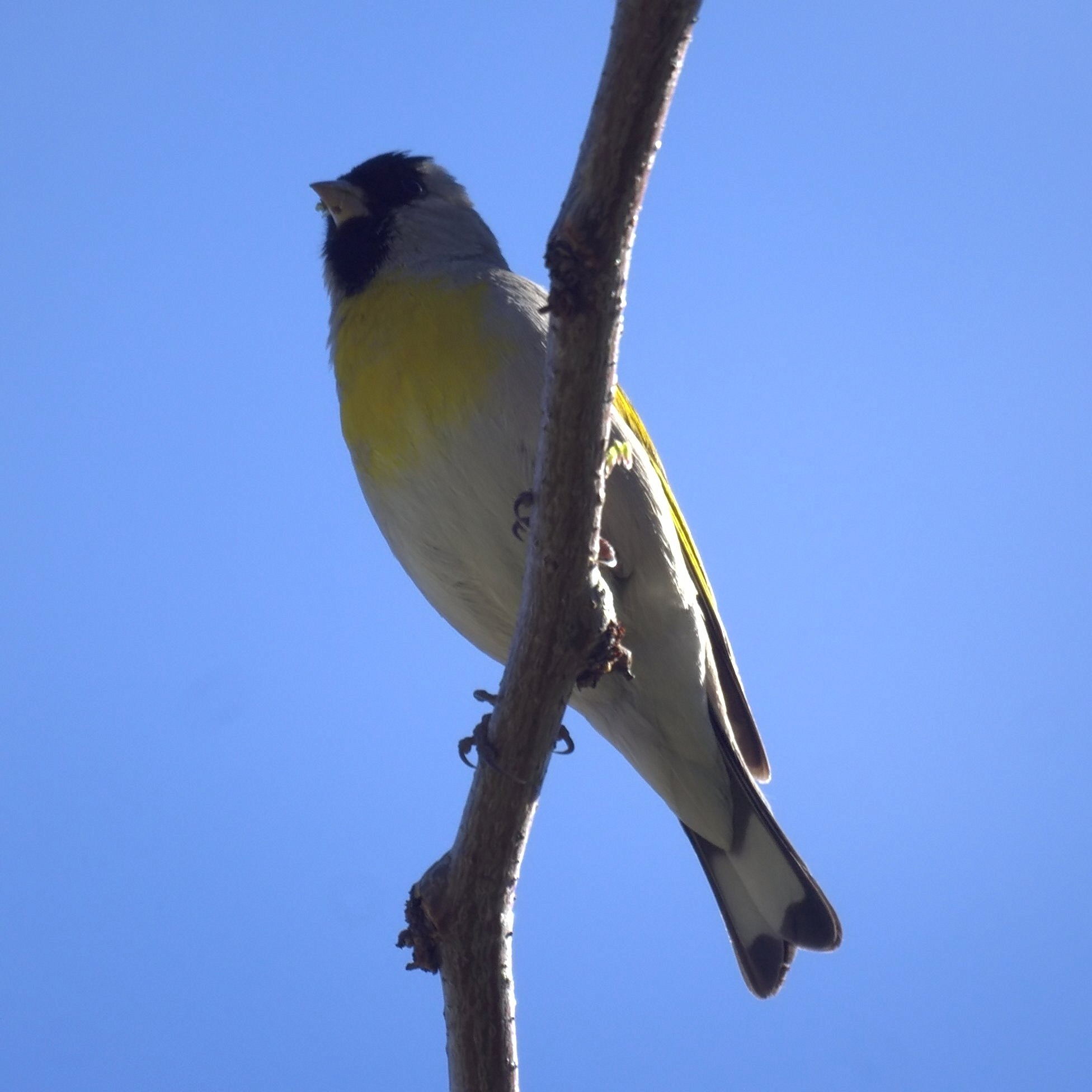
Maschio canta in California.

La stagione riproduttiva va da aprile a metà settembre: dopo la formazione delle coppie (si tratta infatti di uccelli monogami), le femmine cominciano a controllare i dintorni alla ricerca di luoghi idonei per la costruzione del nido, col maschio che la segue da presso cantando di tanto in tanto.
Il nido viene costruito dalla sola femmina, privilegiando come siti di costruzione i rami terminali o le biforcazioni a qualche metro d'altezza (solitamente attorno ai tre) delle piante di sicomoro californiano, quercia blu o delle querce sempreverdi. Esso è a forma di coppa, edificato con rametti e fibre vegetali all'esterno e foderato internamente con lanugine, piumino ed altro materiale soffice. I lucherini di Lawrence non sono territoriali durante il periodo degli amori, e più coppie nidificano senza problemi sullo stesso albero, coi maschi che si muovono in stormi.

All'interno del nido la femmina depone 3-6 uova di colore azzurrino o verdino uniforme, che vengono covate dalla sola femmina per circa due settimane, mentre il maschio cerca il cibo per sé stesso e la consorte, spesso aggregandosi agli altri maschi in riproduzione. I pulli sono ciechi ed implumi alla schiusa: essi vengono allevati da ambedue i genitori, con la femmina che comincia ad allontanarsi del nido per cercare anch'essa il cibo fra il quarto e il settimo giorno dalla schiusa.

I giovani sono pronti per l'involo a circa due settimane di vita: tuttavia, essi rimangono ancora per circa una settimana presso il nido, seguendo i genitori nei loro spostamenti e chiedendo loro di tanto in tanto l'imbeccata, prima di unirsi assieme a loro agli stormi in migrazione.

Generalmente questi uccelli portano avanti una singola covata l'anno, tuttavia in casi di tempo particolarmente mite e abbondanza di cibo le coppie possono dare inizio a una seconda covata.

## Distribuzione e habitat

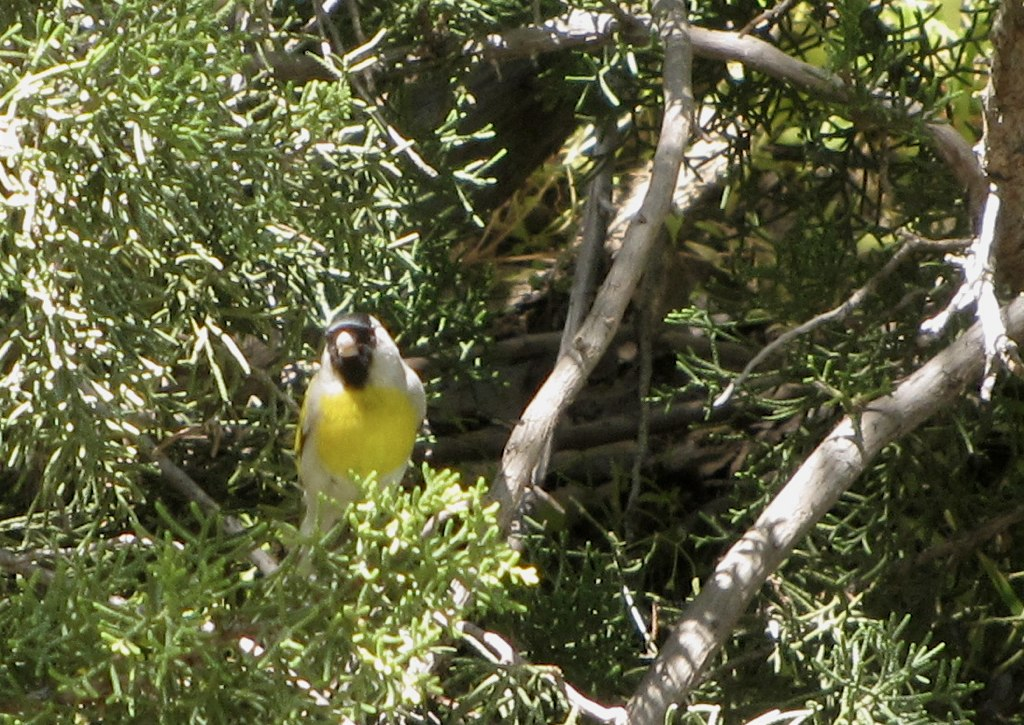
Maschio nel chaparral.

Il cardellino di Lawrence è una specie nordamericana, diffusa nella porzione occidentale del continente in un areale che va dalla contea di Shasta alla Baja California settentrionale, attraverso soprattutto le aree montuose (Sierra Nevada e Catena Costiera Pacifica). La specie è tendenzialmente migratrice, con la maggior parte degli esemplari (ad eccezione di quelli della Baja California, che tendono ad essere stanziali) che durante l'inverno lasciano il proprio areale d'origine per raggiungere gli stati messicani di Sonora e Chihuahua, spingendosi a nord-est fino in Arizona meridionale e Nuovo Messico sud-occidentale, con singoli esemplari avvistati fino a El Paso: generalmente, i migratori non ritornano nei posti dai quali solo partiti o lo fanno solo raramente, ma seguono i cicli della pioggia, andando nelle zone più umide e quindi più ricche di nutrimento.
L'habitat di questi uccelli è rappresentato dalle aree boschive secche miste a quercia e conifere, intervallate da aree erbose e con presenza di una fonte d'acqua permanente, fino a 2700 m di quota: i lucherini di Lawrence si dimostrano tuttavia molto adattabili, colonizzando anche le aree antropizzate, mentre evitano le zone aride o dalla copertura arborea eccessivamente fitta.